# Kalle Kaarna

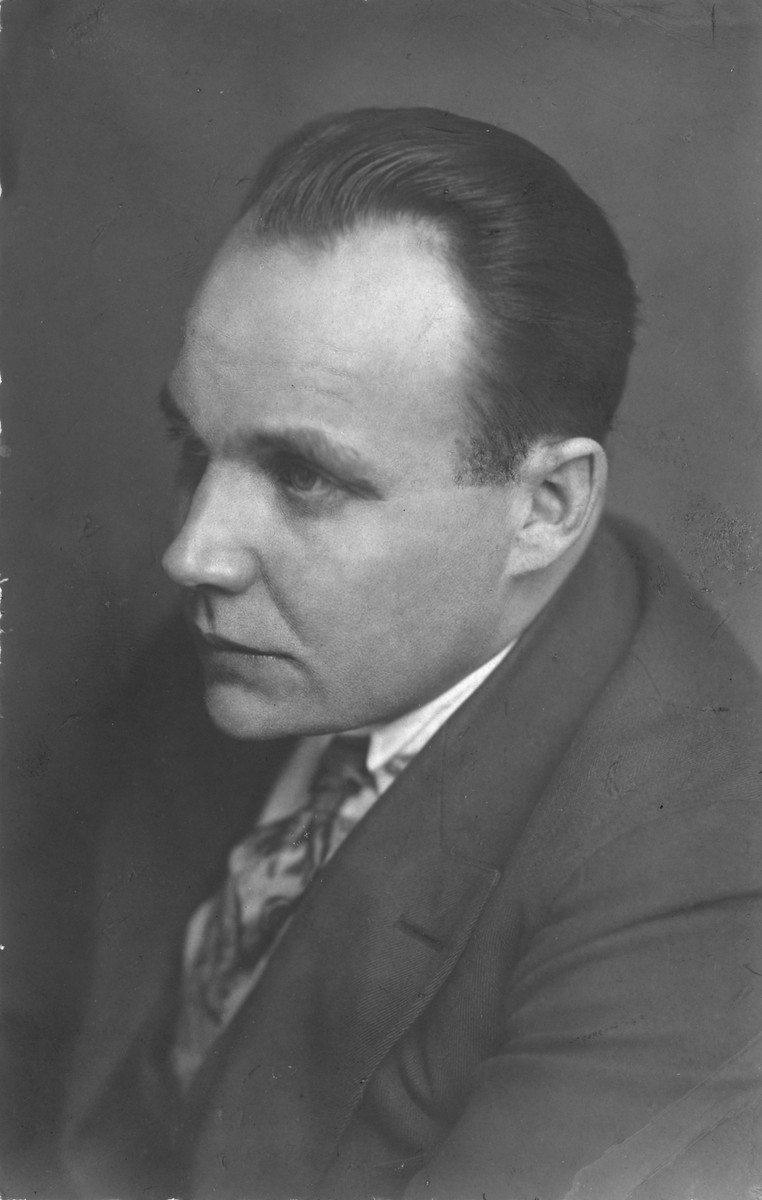
Kalle Kaarna

Kalle Kaarna (25 de noviembre de 1887 – 10 de agosto de 1964) fue un director, productor, guionista, actor y pintor finlandés.

## Biografía
Su verdadero nombre era Kaarlo Hegesippus Häggström, y nació en Perniö, actualmente parte de Salo, Finlandia. Entre 1906 y 1909 estudió en la escuela de dibujo de la Academia de Bellas Artes, debutando artísticamente en 1911.
En una visita a Tampere, conoció al artista Uuno Eskola y, junto a los actores Eero Leväluoma y Helge Ranin, en 1927 participó como actor y editor en la película Ei auta itku markkinoilla. Fue el inicio de una trayectoria cinematográfica de más de diez años, a lo largo de la cual dirigió 13 películas. En muchas ocasiones escribía los guiones en colaboración con su esposa, Kaarina Kaarna.
Kaarna dio fin a su carrera en el cine en los años de la Segunda Guerra Mundial, tras la cual vivió en Helsinki y siguió pintando. Falleció en Helsinki en el año 1964.

## Filmografía (selección)
- 1928 : Miekan terällä (director, productor)
- 1929 : Juhla meren rannalla (director, productor)
- 1929 : Työn sankarilaulu (director, productor)
- 1931 : Jääkärin morsian (director, guionista)
- 1931 : Erämaan turvissa (director junto a Friedrich von Maydell y Carl von Haartman)
- 1932 : Kuisma ja Helinä (director)
- 1935 : Kalevalan mailta (director)
- 1936 : Tee työ ja opi pelaamaan (director, guionista)
- 1937 : Tukkijoella (director)
- 1938 : Ulkosaarelaiset (director)
- 1938 : Elinan surma (director)
- 1939 : Rakuuna Kalle Kollola (director)
- 1939 : Isoviha (director)
- 1945 : Kyläraittien kuningas (guionista)

## Libros
- Kylä elää: Muistelmaromaani. WSOY 1967